# Proteína transmembrana
Una proteína transmembrana es aquella proteína integral de membrana que atraviesa la bicapa lipídica de la membrana celular. Dependiendo del número de segmentos transmembrana, pueden clasificarse como proteínas de membrana de un solo paso o proteínas de membrana de múltiples pasos. Se pueden distinguir tres dominios: uno de cara al citosol, otro que atraviesa la membrana, y otro que da hacia afuera de la célula. El dominio de membrana tiene características hidrofóbicas para interactuar con los lípidos de la bicapa lipídica. Además, un dominio citosólico y otro extracitosólico en contacto con el interior y exterior de la célula respectivamente, de carácter hidrofílicos. Esta combinación de regiones hidrofóbicas e hidrofílicas le confiere un carácter anfipático.
A diferencia de las proteínas periféricas de membrana, las integrales solamente pueden ser liberadas mediante tratamientos que rompan la bicapa lipídica. Al estar embebidas en la bicapa requieren detergentes (como SDS) o disolventes apolares para su extracción, aunque algunas de ellas (barriles beta) también pueden extraerse mediante agentes desnaturalizantes. Las principales funciones son servir como canales transportadores de iones o moléculas, como por ejemplo las acuaporinas que transportan agua a través de la membrana; recepción de señales celulares, anclaje al citoesqueleto o a la matriz extracelular, etc.
Muchas proteínas transmembrana funcionan como vías de acceso para permitir el transporte de sustancias específicas a través de la membrana. Con frecuencia experimentan cambios conformacionales significativos para mover una sustancia a través de la membrana. Suelen ser altamente hidrofóbicas y se agregan y precipitan en agua.

## Clasificación según su estructura

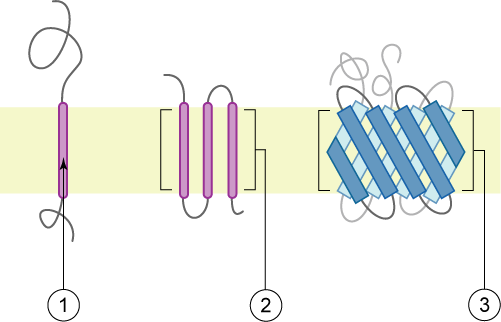
Distintos tipos de proteínas transmembrana:
1.- unipaso 2.- multipaso en α-hélice 3.- multipaso en β-lámina

### Hélicesαde un solo paso
Atraviesa la bicapa una sola vez. El extremo N-terminal de la proteína queda a un lado de la membrana, y el extremo C-terminal al otro. De este tipo son los Receptores-PTK (con actividad proteintirosín kinasa), enzimas del aparato de Golgi, etc. Un ejemplo muy estudiado es la glicoforina de la membrana del eritrocito. Los dominios de estas proteínas se clasifican como:
a) Dominio transmembrana
Presenta una estructura secundaria en α-hélice, con una longitud de unos 25 a 30 aminoácidos. Los residuos laterales han de ser en su mayoría hidrofóbicos, como alanina, leucina, isoleucina, etc. para poder interaccionar con el interior de la bicapa por fuerzas hidrofóbicas y de Van der Waals. Es importante señalar que el interior de la hélice está ocupado, y no sirve como canal. En los extremos de la hélice, pueden estar residuos con carga, que interaccionan con la cabeza polar de los fosfolípidos de la bicapa.
b) Dominios no transmembrana
Son generalmente hidrofílicos y globulares, de longitud variable, que se mantienen mediante enlaces de hidrógeno y fuerzas electrostáticas. En el dominio extracitosólico pueden presentarse enlaces disulfuro -S-S- y cadenas de oligosacáridos, cosa que no ocurre en el dominio citosólico.
No hay casos documentados de proteínas con una sola lámina β atravesando la membrana.Una lámina β aislada (no integrada en un barril) expone sus enlaces peptídicos polares al núcleo hidrofóbico de la membrana, lo que es energéticamente desfavorable. En cambio, las α-hélices empaquetan sus enlaces peptídicos en una estructura compacta, ocultando los grupos polares. Todas las proteínas transmembrana conocidas con láminas β son multipaso y forman barriles (ej.: porinas), como se puede ver más abajo.

### Proteínas transmembrana multipaso

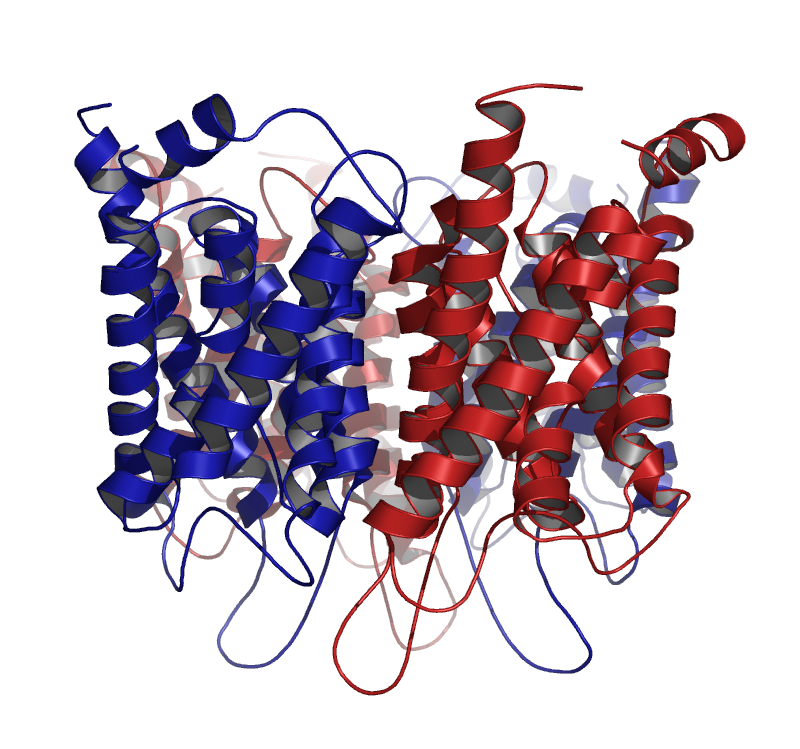
Vista lateral de Acuaporina 1, proteína multipaso en α-hélice, cuyo interior forma un canal que permite el paso de agua. La conformación tridimensional de estas hélices sólo permite que pasen moléculas de agua a través del canal, de una en una.

Atraviesan la bicapa lipídica en dos o más ocasiones, normalmente mediante varias α-hélice, aunque hay casos de inserciones a través de lámina β. Hay muchos ejemplos: receptores asociados a proteínas G triméricas, canales iónicos, porinas en bacterias y, de nuevo en el eritrocito la proteína Banda 3, proteína transmembrana multipaso que atraviesa la membrana con 12 α-hélices, y con sus extremos hacia el citosol.
a) Proteínas α-hélice multipaso
Estas proteínas tienen tantas α-hélices como veces atraviesan la membrana. Estas hélices se unen mediante bucles en sus dominios citosólico y extracitosólico. Las α-hélices pueden servir únicamente como mero medio de anclaje a la bicapa, o pueden formar un canal por el que puedan pasar diversas sustancias. En este último caso, las hélices tienen residuos hidrofóbicos que dan por fuera del canal, para interaccionar con la bicapa; mientras que los residuos que dan hacia el canal interno son hidrofílicos. De esta forma, muchas sustancias polares que en ausencia de proteínas no podían cruzar la membrana, ahora sí pueden hacerlo. Para poder formar un canal iónico, se necesita un mínimo de 5 α-hélices.
Las α-hélice pueden desplazarse, resbalando unas sobre otras, para producir un cambio conformacional. Esto sirve para regular la abertura de canales, transportar compuestos por permeasas y para la transducción de señales
b) Proteínas barril β
Mucho menos frecuentes son los casos de proteínas transmembrana multipaso en lámina β. El mejor ejemplo son las porinas de la membrana externa de las bacterias que la poseen. También se encuentran proteínas relacionadas con las porinas bacterianas en las membranas externas de las mitocondrias y cloroplastos (véase simbiogénesis). La lámina β sólo requiere unos 10 aminoácidos para atravesar la bicapa. Existen proteínas con un número de lámina β desde 8 a 22.
Normalmente forman canales por los cuales atraviesan diferentes solutos. Sustancias con un peso molecular inferior a 800 Da por simple difusión. La porina cruza la membrana con 16 láminas β antiparalelas, que simulan las duelas de un barril. Estas láminas alternan aminoácidos polares y apolares, los polares están orientados a la luz del canal, y los apolares contactan con la parte hidrófoba de la bicapa lipídica. Esto es una diferencia respecto a las α-hélice. Los bucles entre las láminas β se proyectan hacia el lumen del canal, lo que les confiere especificidad. Además de porina, otros ejemplos son los poros también en forma de barril de maltoporina, para maltosa, y poro de proteína FepA, para iones de hierro, ambos en bacterias.
No obstante, no todas las proteínas multipaso en láminas β actúan como canales. Existen enzimas en láminas β, como la lipasa OMPLA, y algunos receptores de membrana. En estos casos, los residuos polares de las láminas β obstruyen el canal, imposibilitando esta función. La única función del barril es el anclaje a la membrana.
A diferencia de las α-hélice, las láminas β se unen entre sí de una forma más rígida, impidiendo los cambios conformacionales, limitándose así su versatilidad.